# Alois Riehl
Alois Adolf Riehl (ur. 27 kwietnia 1844 w Bozen, zm. 21 listopada 1924 w Neubabelsberg koło Poczdamu) – niemiecki filozof i przedstawiciel neokantyzmu.

## Życiorys
Urodził się jako drugie z pięciorga dzieci karczmarza Josepha Riehla i jego żony Marie w Riehlhof koło Bolzano w południowym Tyrolu. Jego bratem był inżynier i przedsiębiorca Josef Riehl. Po ukończeniu gimnazjum prowadzonego przez franciszkanów w Bolzano podjął po maturze studia z zakresu filozofii, geografii i historii na uniwersytetach w Wiedniu, Monachium, Innsbrucku i w Grazu. W 1866 zdał nauczycielski egzamin państwowy w Grazu. W 1868 uzyskał doktorat na Uniwersytecie w Innsbrucku.
W 1870 uzyskał habilitację na Uniwersytecie w Grazu, gdzie rozpoczął wykłady jako docent prywatny, a od 1873 jako profesor nadzwyczajny filozofii. W 1878 został mianowany profesorem zwyczajnym. W 1882 otrzymał powołanie na Uniwersytet Albrechta i Ludwika we Fryburgu jako następca Wilhelma Windelbanda. W 1896 został powołany na Uniwersytet Chrystiana Albrechta w Kilonii, a w 1898 na Uniwersytet Marcina Lutra w Halle i Wittenberdze. W 1905 Reihl został następcą Wilhelma Diltheya na katedrze filozofii w Uniwersytecie Friedricha Wilhelma w Berlinie.
Riehl był promotorem doktoratu Oswalda Spenglera pod tytułem Der Metaphysische Grundgedanke der Heraklitischen Philosophie oraz doktoratu Adhémara Gelba (1910). Alois Riehl był recenzentem pracy doktorskiej Roberta Musila, bronionej pod kierunkiem Carla Stumpfa w 1908, pod tytułem Beitrag zur Beurteilung der Lehren Mach´s.
W 1907, wraz z grupą niemieckich profesorów (Richardem Oehlerem, Richardem Heinzem, Hansem Vaihingerem), wystąpił z wnioskiem o przyznanie Nagrody Nobla w dziedzinie literatury dla Elisabeth Förster-Nietzsche.
Jego żoną była Sophie Riehl (z domu Reyer).
Alois Riehl został pochowany na starym cmentarzu w Klein Glienicke. Jego grób zdobił przez długi czas pomnik zaprojektowany przez Miesa van der Rohe.

## Poglądy
W ramach neokantyzmu Alois Riehl wraz z Robertem Reiningerem uchodzą za przedstawicieli krytycznego realizmu. Dla Riehla filozofia nie jest teorią światopoglądów, ale przede wszystkim krytyka poznania. Riehl podkreśla przy tym konieczność kontynuacji myśli Kanta w kontekście nowych odkryć nauk przyrodniczych i matematyki (np. geometrii nieeuklidesowej).
Staje wobec podstawowego problemu tego, co dane i ludzkiego poznania. Badania filozoficzne nad rzeczą samą w sobie bazują na psychologicznych rozważaniach, w których zostaje opisany związek między świadomością a obiektem. Język jest przy tym niezbędny do świadomości i tylko poprzez język może zostać wytworzona obiektywność przedmiotu.

## Wyróżnienia
- 1913: doktorat honoris causa na Uniwersytecie w Princeton.

## Publikacje
Dzieła
- Realistische Grundzüge. Eine philosophische Abhandlung der allgemeinen und nothwendigen Erfahrungsbegriffe. Leuschner u. Lubensky, Graz 1870.
- Moral und Dogma. Gerold, Wien 1871.
- Über Begriff und Form der Philosophie. Eine allgemeine Einleitung in das Studium der Philosophie. Duncker, Berlin 1872.
- Der philosophische Kritizismus und seine Bedeutung für die positive Wissenschaft. Geschichte und System. 3 Bände, Leipzig 1876-1887:
  - Band 1/1876 : Geschichte und Methode des philosophischen Kritizismus.
  - Band 2/1879: Die sinnlichen und logischen Grundlagen der Erkenntnis.
  - Band 3/1887: Zur Wissenschaftstheorie und Metaphysik.
- Friedrich Nietzsche. Der Künstler und der Denker. Ein Essay. Frommann, Stuttgart 1897 (Neuausgabe: Dr. Klaus Fischer Verlag, Schutterwald/Baden 2000)
- Führende Denker und Forscher. Quelle & Meyer, Leipzig 1922.
- Beiträge zur Logik. 3. Aufl. Reisland, Leipzig 1923.
- Philosophische Studien aus vier Jahrzehnten. Quelle u. Meyer, Leipzig 1925.

Wystąpienia
- Zur Einführung in die Philosophie der Gegenwart. Acht Vorträge. Teubner, Leipzig 1903.
- Humanistische Ziele des mathematischen und naturwissenschaftlichen Unterrichts. Vortrag gehalten in der Vereinigung der Freunde des humanistischen Gymnasiums in Berlin und der Provinz Brandenburg am 4. Dezember 1908. Weidmann, Berlin 1909.
- Giordano Bruno. Zur Erinnerung an den 17. Februar 1600. 2. Aufl. Engelmann, Leipzig 1900.
- Plato – Ein populär-wissenschaftlicher Vortrag. Niemeyer, Halle 1912.
- Fichtes Universitätsplan. Rede zur Feier des Geburtstages Seiner Majestät des Kaisers und Königs (Wilhelm II.) gehalten in der Aula der Königlichen Friedrich-Wilhelms-Universität zu Berlin am 27. Januar 1910. Universitätsbuchdruckerei, Berlin o.J. (1910).